# Škoda Kamiq (Europe)
Ne doit pas être confondu avec Škoda Kamiq (Chine).
Le Škoda Kamiq est un crossover urbain du constructeur automobile tchèque Škoda commercialisé à partir du 3e trimestre 2019.

## Présentation

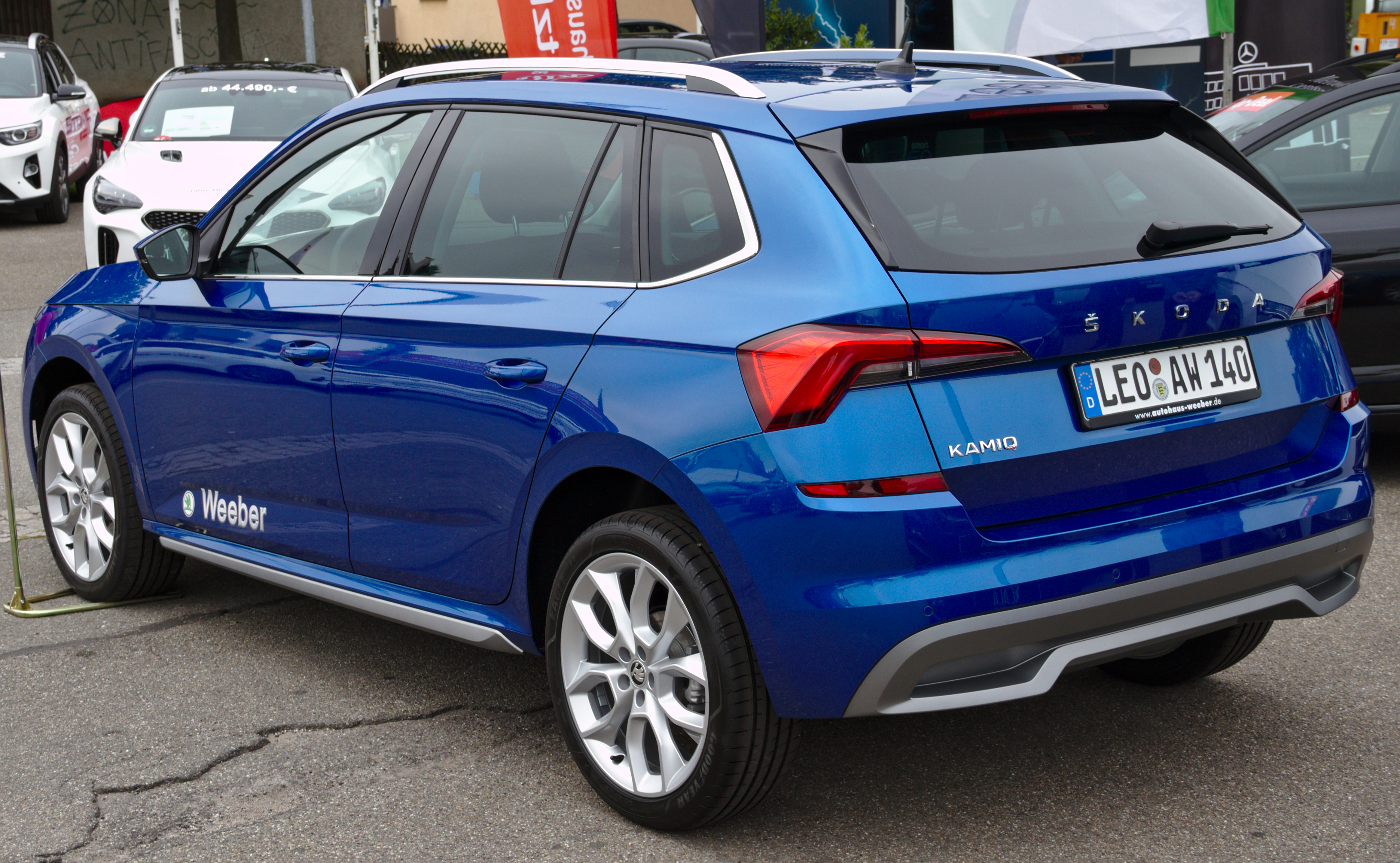
Škoda Kamiq phase 1

Le 21 janvier 2019, Škoda dévoile le nom du troisième SUV/crossover de la marque tchèque, après les Kodiaq (SUV familial) et Karoq (SUV compact), le Škoda Kamiq, qui comme ses aînés porte un patronyme commençant par un « K ».
Le Kamiq est le second modèle de Škoda à porter ce nom, un autre crossover Škoda Kamiq est produit en Chine pour le marché asiatique, dont la taille se rapproche du Karoq européen. Le nom Kamiq signifie « quelque chose qui convient aussi bien qu'une seconde peau dans toutes les situations » dans le langage du peuple inuit. Il reprend la présentation intérieure de la Scala.
Le nouveau crossover tchèque fait sa première apparition publique au salon de Genève 2019 en mars avant sa commercialisation en septembre 2019.

### Phase 2
Škoda annonce le restylage de la Kamiq le 20 juillet 2023.

## Caractéristiques techniques
La crossover urbain repose sur la plateforme technique modulaire MQB-A0 (Modularer Querbaukasten) du Groupe Volkswagen qu'il partage avec ses proches cousins les Seat Arona et Volkswagen T-Cross.

### Motorisations
Le Kamiq reçoit trois motorisations essence de 95 à 150 ch et une motorisation diesel de 116 ch.
| Logo de Skoda                                     | Essence                    | Essence                    | Essence                       | Essence                    | Essence                       | Diesel                     | Diesel                        |
| Logo de Skoda                                     | 1.0 TSI 95                 | 1.0 TSI 116                | 1.0 TSI 116                   | 1.5 TSI 150                | 1.5 TSI 150                   | 1.6 TDI 116                | 1.6 TDI 116                   |
| ------------------------------------------------- | -------------------------- | -------------------------- | ----------------------------- | -------------------------- | ----------------------------- | -------------------------- | ----------------------------- |
| Moteur                                            | 3-cylindres                | 3-cylindres                | 3-cylindres                   | 4-cylindres                | 4-cylindres                   | 4-cylindres                | 4-cylindres                   |
| Admission                                         | Turbocompressé             | Turbocompressé             | Turbocompressé                | Turbocompressé             | Turbocompressé                | Turbocompressé             | Turbocompressé                |
| Cylindrée (cm3)                                   | 999                        | 999                        | 999                           | 1 498                      | 1 498                         | 1 598                      | 1 598                         |
| Puissance maximale ch (kW)                        | 95 (70)                    | 115 (85)                   | 115 (85)                      | 150 (110)                  | 150 (110)                     | 115 (85)                   | 115 (85)                      |
| au régime de : (tr/min)                           | 5 000 à 5 500              | 5 000 à 5 500              | 5 000 à 5 500                 | 5 000 à 6 000              | 5 000 à 6 000                 | 3 250 à 4 000              | 3 250 à 4 000                 |
| Couple maximal (N m)                              | 175                        | 200                        | 200                           | 250                        | 250                           | 250                        | 250                           |
| au régime de : (tr/min)                           | 2 000 à 3 500              | 2 000 à 3 500              | 2 000 à 3 500                 | 1 500 à 3 500              | 1 500 à 3 500                 | 1 500 à 3 250              | 1 500 à 3 250                 |
| Boîte de vitesses                                 | Manuelle 5 rapports (BVM5) | Manuelle 6 rapports (BVM6) | Automatique 7 rapports (DSG7) | Manuelle 6 rapports (BVM6) | Automatique 7 rapports (DSG7) | Manuelle 6 rapports (BVM6) | Automatique 7 rapports (DSG7) |
| Transmission                                      | Traction                   | Traction                   | Traction                      | Traction                   | Traction                      | Traction                   | Traction                      |
| Vitesse maximale (km/h)                           | 181                        | 194                        | 193                           | 213                        | 212                           | 193                        | 192                           |
| 0-100 km/h (s)                                    | 11,1                       | 9,9                        | 10                            | 8,3                        | 8,4                           | 10,2                       | 10,4                          |
| Consommation (L/100 km) urbain/extra-urbain/mixte | 6,5/4,3/5,1                | 6,4/4,3/5,1                | 5,8/4,5/5                     | 6,3/4,2/4,9                | 6,4/4,3/5,1                   | 5/3,8/4,2                  | 4,9/3,9/4,3                   |
| Émissions de CO2 (g/km)                           | 108                        | 107                        | 107                           | 105                        | 111                           | 109                        | 110                           |
| Capacité du réservoir (L)                         | 50                         | 50                         | 50                            | 50                         | 50                            | 50                         | 50                            |
| Masse à vide (kg)                                 | 1 214                      | 1 231                      | 1 251                         | 1 265                      | 1 277                         | 1 336                      | 1 364                         |
| Norme environnementale                            | Euro 6d Temp               | Euro 6d Temp               | Euro 6d Temp                  | Euro 6d Temp               | Euro 6d Temp                  | Euro 6d Temp               | Euro 6d Temp                  |

### Finitions
- Active :

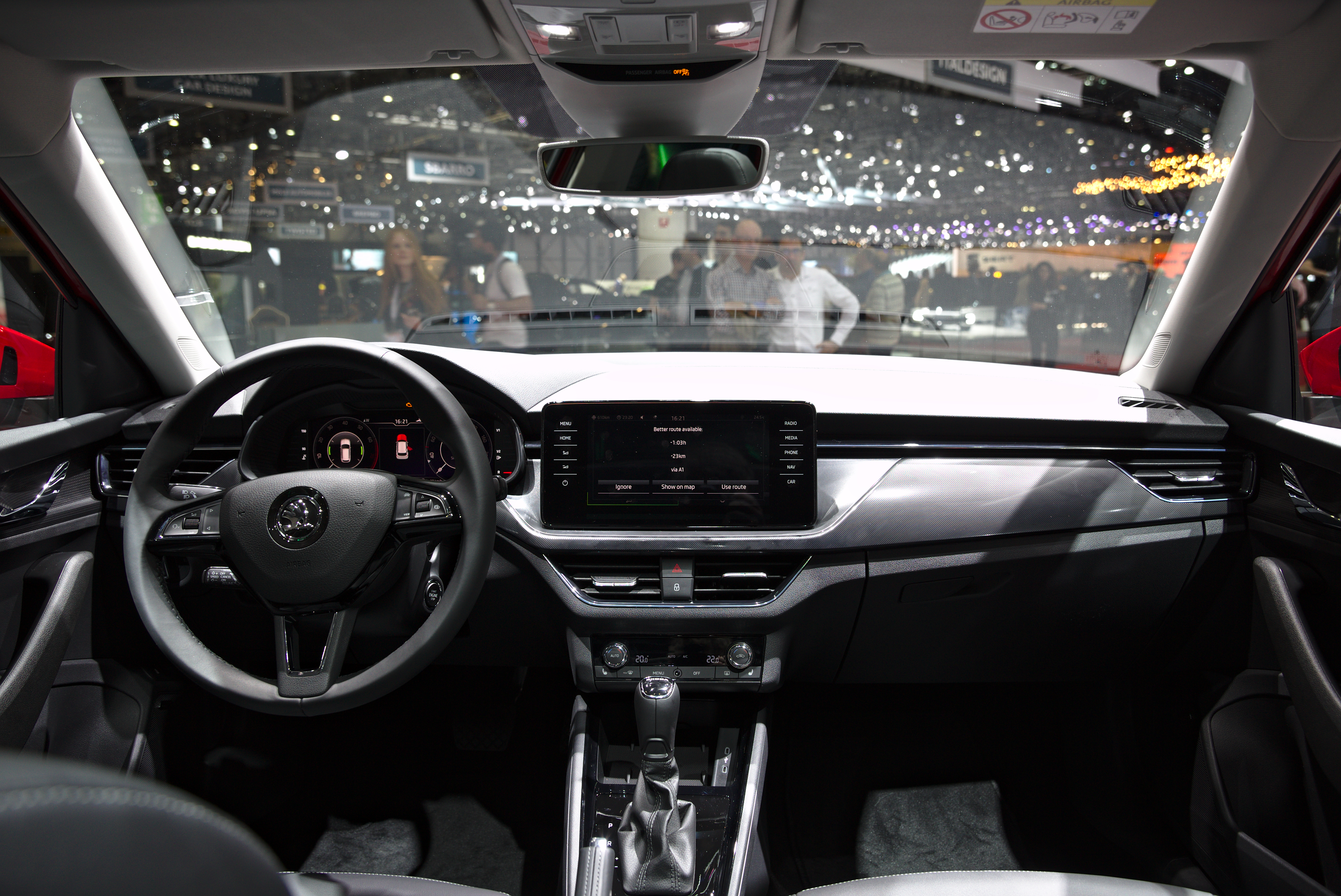
Planche de bord (phase 1)

  - projecteurs à LED, climatisation manuelle, Lane Assist, système d'infodivertissement Swing, etc.

- Ambition : (Active +)
  - climatisation automatique, système d'infodivertissement Bolero avec écran 8 pouces, Smartlink avec et sans fil, radars de stationnement arrière, etc.

- Business : (Ambition +) (réservée à la clientèle professionnelle)
  - démarrage sans clé, régulateur de vitesse adaptatif, radars de stationnement avant, système de navigation Amundsen, etc.

- Scoutline[10] : (Ambition +)
  - kit carrosserie spécifique, jantes alliage 17 pouces Braga anthracite, aide au stationnement avant, rétroviseurs rabattables électriquement, etc.

- Style : (Scoutline +)
  - feux avant Full LED, Kessy (ouverture et démarrage sans clé), Digital Cockpit, système de navigation Amundsen avec écran 9,2 pouces, etc.

- Monte Carlo : (Style +)
  - vitres et lunette arrière surteintées, projecteurs avant et arrière Full LED, toit vitré panoramique, jantes alliage 17 pouces Volant noir, etc.

### Séries spéciales
- Young Edition

## Concept car
La Škoda Kamiq est préfigurée par le show car Škoda Vision X présenté au salon international de l'automobile de Genève 2018.

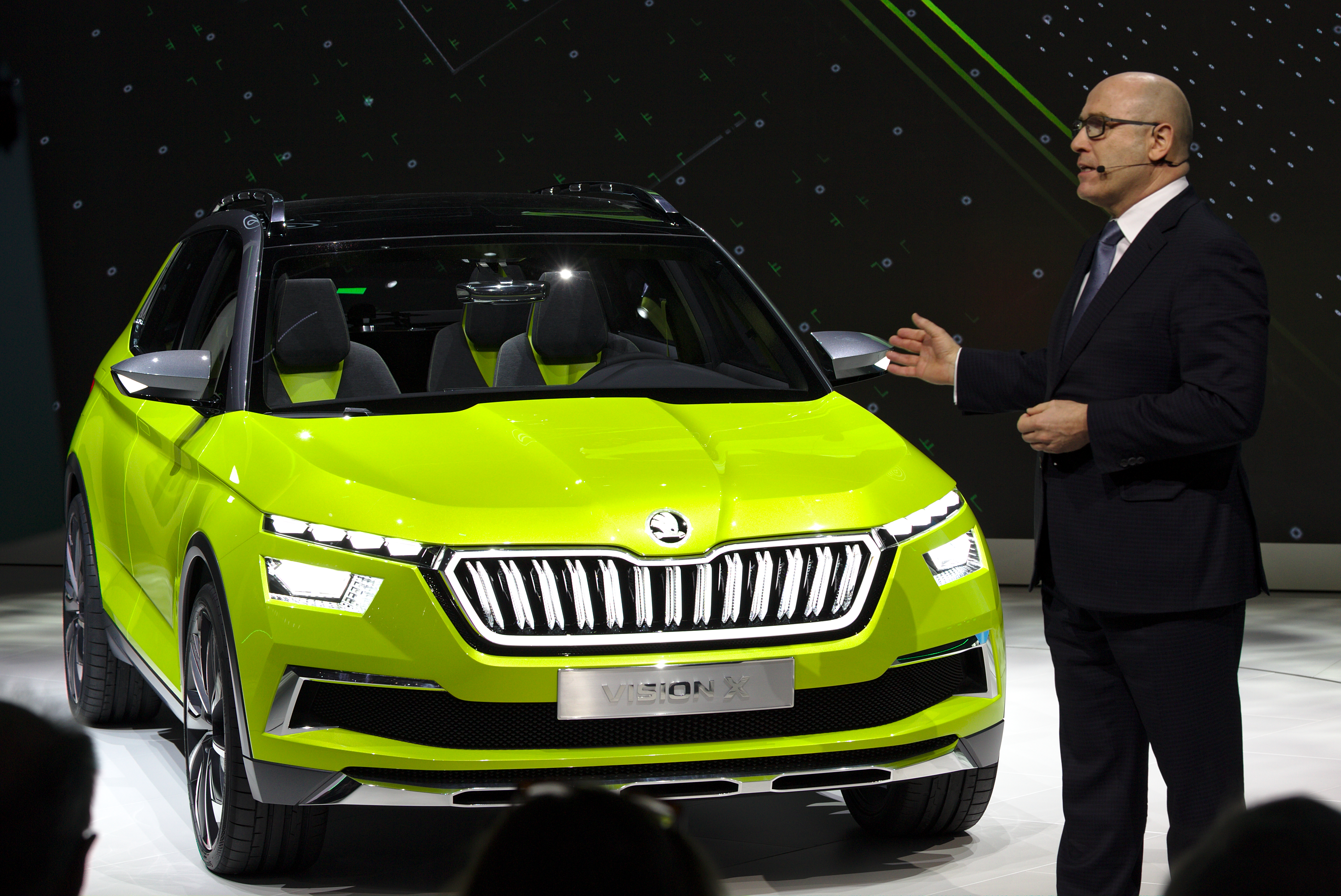
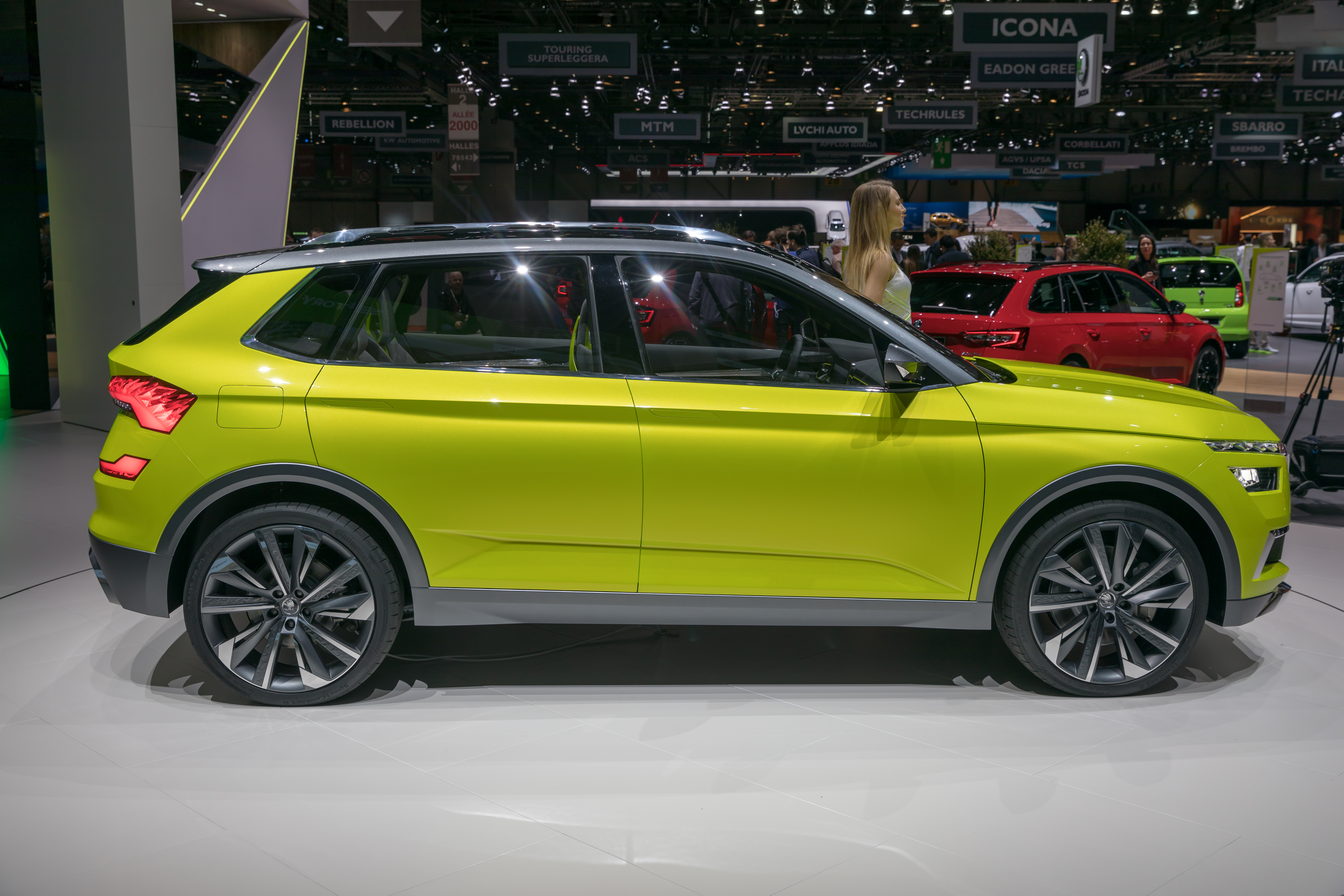
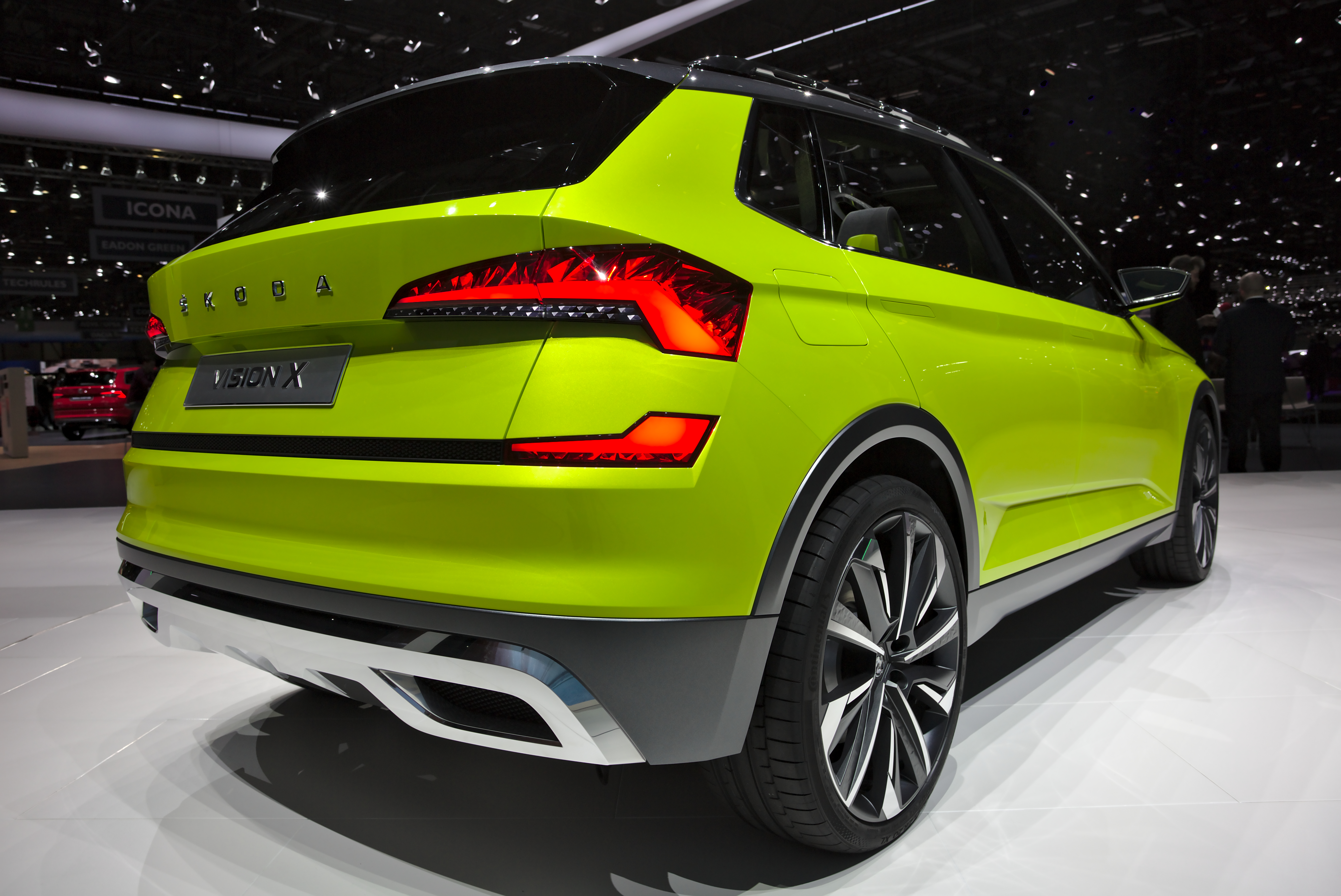